# Brytyjska inwazja

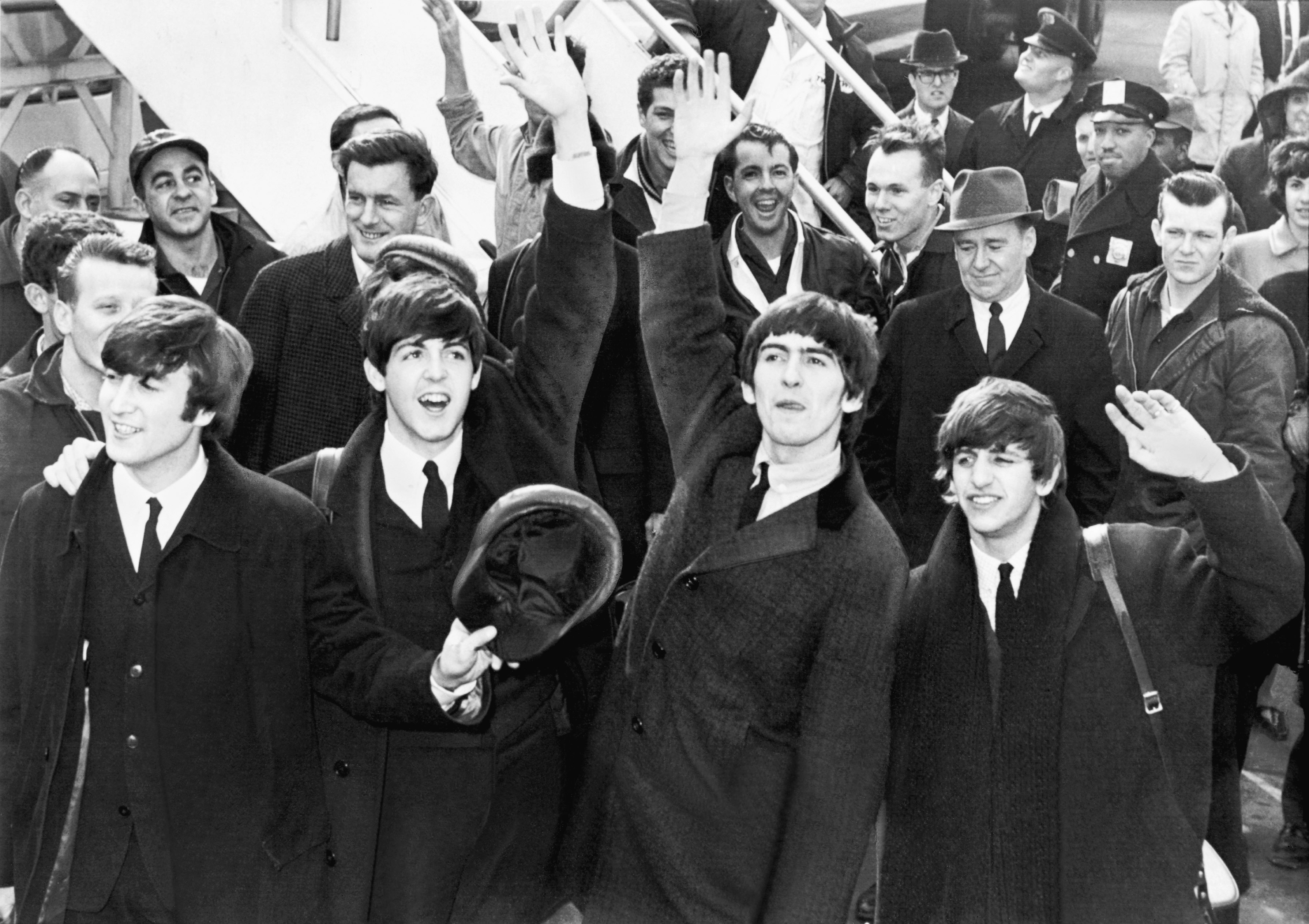
Przyjazd The Beatles do Stanów Zjednoczonych i ich występy w The Ed Sullivan Show były początkiem brytyjskiej inwazji

Brytyjska inwazja (ang. British Invasion) – określenie okresów w historii rocka w latach 60. oraz 80. XX wieku, a także brytyjskich zespołów biorących udział w jej tworzeniu.

## Pierwsza brytyjska inwazja
Rock and roll powstał w Stanach Zjednoczonych w połowie lat 50. i zdobył pewną popularność jako muzyka taneczna, nie zdobył jednak w USA wiodącej popularności. Wśród młodzieży miejskiej ciągle dominowała muzyka folk, a wśród dorosłych różne odmiany tradycyjnego popu.
Rock and roll przyjął się natomiast w Europie, głównie w Wielkiej Brytanii. Tamtejsze grupy, adaptując główne cechy rock and rolla, dodały swoisty europejski smaczek i żywiołowość tej muzyce. W połowie lat sześćdziesiątych grupy te, przede wszystkim The Beatles, The Animals, The Dave Clark Five, Herman’s Hermits i The Rolling Stones, reeksportowały tę muzykę z powrotem do Ameryki Północnej. Wydarzeniem, które praktycznie z dnia na dzień otworzyło Amerykę na brytyjskich wykonawców było amerykańskie tournée Beatlesów z 1964 roku i sukces ich singla I Want to Hold Your Hand.
Przyjęcie tych grup było entuzjastyczne i graniczyło z histerią. Na fali wywołanej przez wspomniane najwybitniejsze zespoły, wielu innych brytyjskich wykonawców odniosło wówczas sukces w USA. „Inwazja” przewróciła dotychczasową scenę muzyczną tego kraju, spychając w cień dotychczas zajmujących ją „grzecznych chłopców”, śpiewających banalne piosenki (jak Bobby Vee) i wywołując pojawienie się amerykańskich zespołów nowego nurtu. Na skutek tej drugiej fali popularności rock and rolla, stał się on wiodącym nurtem w muzyce pop do czasów powstania rapu.
Artyści pierwszej brytyjskiej inwazji (1964-1966): The Animals, The Beatles, The Bee Gees, Chad & Jeremy, The Dave Clark Five, Petula Clark, Donovan, Dusty Springfield, Wayne Fontana and The Mindbenders, The Fortunes, Freddie and the Dreamers, Gerry and the Pacemakers, Herman’s Hermits, The Hollies, The Kinks, Lulu, Manfred Mann, The Moody Blues, Acker Bilk, The New Vaudeville Band, Peter and Gordon, The Pretty Things, The Rolling Stones, The Searchers, The Spencer Davis Group, The Swinging Blue Jeans, The Troggs, The Who, The Yardbirds oraz The Zombies.

## Druga brytyjska inwazja
Okres „Drugiej brytyjskiej inwazji” (ang. Second British Invasion) rozpoczął się w 1983 roku i osiągnął apogeum w 1986. Głównie wywołany był przez MTV, która zwróciła uwagę na muzykę zespołów, takich jak: U2, The Cure, Depeche Mode, Duran Duran, Eurythmics, Billy Idol, Pet Shop Boys czy The Smiths. Brytyjskie zespoły zaczęły dominować na listach przebojów bardziej niż podczas pierwszej inwazji. Był to okres nowej fali i new romantic.
Artyści drugiej brytyjskiej inwazji: ABC, Adam Ant, Bronski Beat, Rick Astley, Bananarama, Big Country, Chris Rea, Culture Club, The Cure, Def Leppard, Depeche Mode, Dire Straits, Thomas Dolby, Duran Duran, Eurythmics, A Flock of Seagulls, Fine Young Cannibals, Eddy Grant, Genesis, Billy Idol, Limahl, Madness, Maggie Reilly, Mike Oldfield, Musical Youth, New Order, Nik Kershaw, OMD, Queen, Pet Shop Boys, The Human League, Simple Minds, Tears for Fears, The Communards, The Police, Thompson Twins, U2, Wang Chung, Wham!, Paul Young oraz The Smiths.